# Cointreau

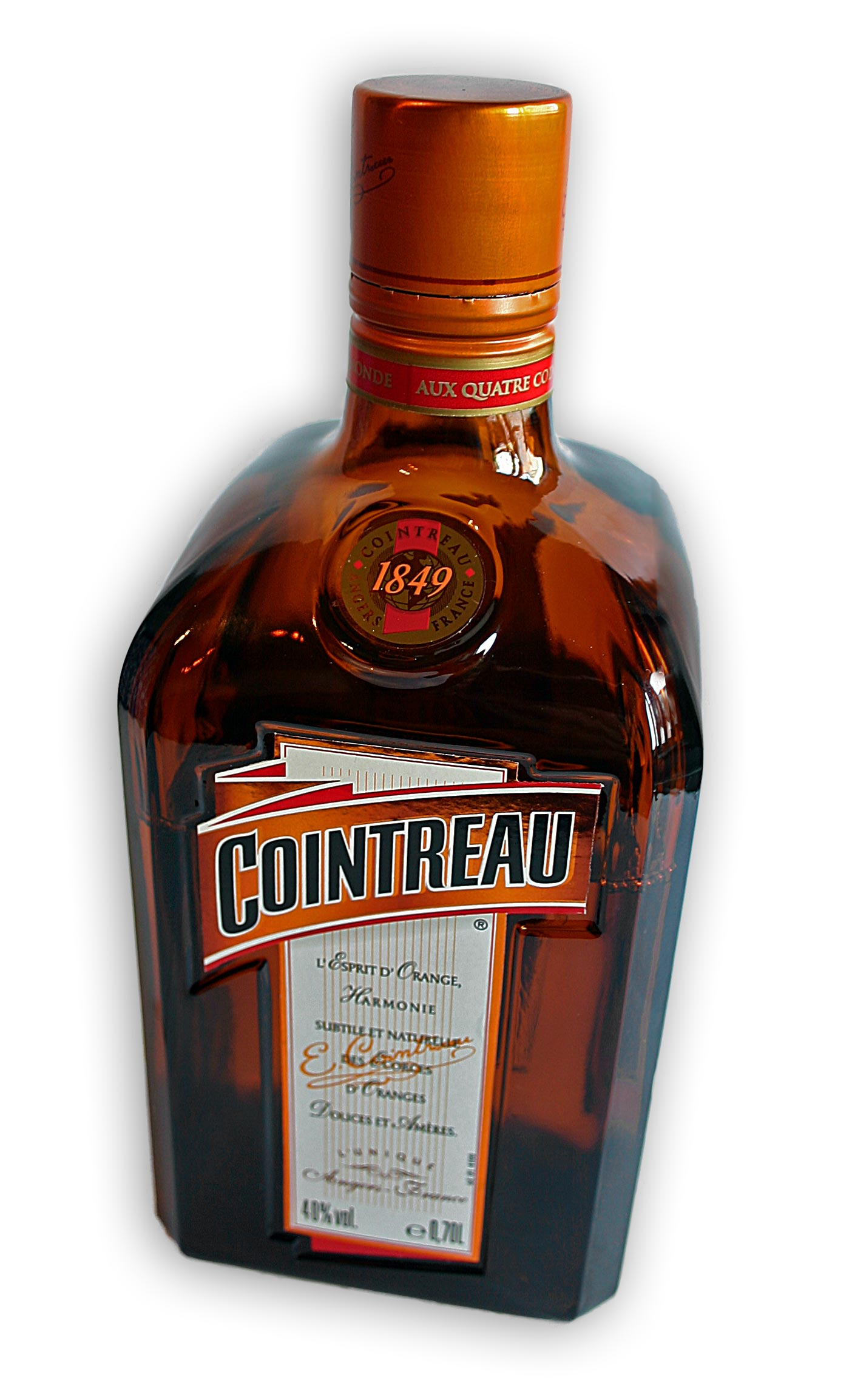
Cointreau.

Cointreau é uma marca de licor do tipo “Triple Sec” produzido em Saint-Barthélemy-d'Anjou, localidade do subúrbio de Angers, França, desde 1875. As laranjas utilizadas para a sua fabricação vêm de todas as partes do mundo, especialmente do Brasil e dos Estados Unidos. Além de ser consumido como digestivo e aperitivo, também é muito utilizado na culinária. 
Uma da peculiaridades destes tipo de licor é que na sua preparação não há contato do álcool com a fruta que o produz, o que resulta em um produto final com pouca pigmentação, tornando-o incolor.